# Gone Troppo
Gone Troppo es el décimo álbum de estudio de George Harrison, grabado y publicado en 1982. Supone, asimismo, el último trabajo discográfico del artista en cinco años, durante los cuales se alejará de su carrera musical para centrarse en otras aficiones.   
En 1980, Harrison comenzó a sentirse apartado del clima musical del momento. El éxito comercial de sus álbumes había menguado progresivamente, con un Somewhere in England que ni siquiera había conseguido el disco de oro en Estados Unidos, a pesar de contener su tributo a John Lennon "All Those Years Ago", el cual fue un gran éxito en listas alrededor del mundo en 1981. 
Con un álbum menos en su compromiso con Warner Bros. Records, Harrison decidió sobreponerse a su tristeza y comenzó a grabar Gone Troppo (expresión australiana que puede traducirse como "volverse loco"), apenas promocionado tras su publicación por su desentendimiento con el mundo de la industria musical.  
Gone Troppo, con un diseño de Larry "Legs" Smith, fue considerado como uno de sus mayores fracasos, alcanzando tan sólo el puesto #108 en las listas de éxitos estadounidenses.
En 2004, Gone Troppo fue remasterizado y reeditado tanto por separado como junto a la caja The Dark Horse Years 1976-1992, bajo el sello Dark Horse Records y distribuido por EMI, con la versión demo de "Mystical One" como tema adicional.

## Críticas y opiniones
Entre las reseñas contemporáneas, Billboard dijo de Gone Troppo: "El soleado lirismo de Harrison brilla más cuando está menos cargado de autoconciencia, y aquí esa ecuación da lugar a un encantador desenfadado y engañosamente ecléctico". El crítico de la revista People escribió: "Debido a sus incursiones en lo místico, la inclinación de Harrison por el capricho a menudo se pasa por alto. Pero aquí el lado más alocado no se queda corto". El crítico admiraba "maravillas" como "Wake Up My Love" y "Dream Away", y describía Gone Troppo como una "postal de vinilo" que ofrece "destellos de brillantez".
Menos impresionado, Steve Pond, de Rolling Stone, dijo que, últimamente, Harrison había "sido mucho mejor financiero de películas que músico", y encontró el álbum "tan despreocupado y despreocupado como para ser totalmente insustancial", con "Wake Up My Love" como única canción destacable.  En su artículo para Musician, Roy Trakin consideró que, tras el asesinato de Lennon dos años antes, la "torturada honestidad de Harrison... condena el intento de este disco de curar esas heridas psíquicas con una música tranquila y despreocupada". Trakin admiró algunas de las guitarras del álbum, pero concluyó: "Es una pena que el público no olvide que George Harrison fue un Beatle. Su producción musical sufrirá indudablemente en comparación hasta que nosotros lo hagamos".
En una reseña más reciente para AllMusic, el crítico William Ruhlmann escribe sobre Gone Troppo: "Está claro que Harrison no podía seguir tratando su carrera musical como un hijastro a tiempo parcial de sus intereses en las carreras de coches y la producción de películas si quería mantenerla. Al final, no lo hizo; éste fue su último álbum durante cinco años".  En la edición de 2004 de The Rolling Stone Album Guide, Mac Randall opinó: "El dinámico y sintetizado 'Wake Up My Love' abre Gone Troppo y el espeluznante 'Circles' (otra canción perdida de los Beatles) lo cierra, pero no hay mucho entre medias".
John Harris, de Mojo, compara Gone Troppo con el último álbum de Harrison para EMI/Capitol, Extra Texture (1975), y lo tacha de "otro final de contrato, esta vez con Warner Brothers, grabado con gran rapidez y publicado sin apenas promoción" El editor de Music Box, John Metzger, también lo tiene en baja estima, escribiendo: "Gone Troppo fue sin duda el peor de los álbumes en solitario de George Harrison... Unas pocas melodías, como That's the Way It Goes y Unknown Delight, podrían haber funcionado mejor si se les hubieran dado otros arreglos, pero en conjunto, Gone Troppo fue un asunto en gran medida olvidable y a veces vergonzoso que sólo atrajo a los completistas y fanáticos".
Más impresionado, Dave Thompson escribió en la revista Goldmine sobre su posición como el lanzamiento que precedió a la retirada temporal de Harrison de la música: "acusar al propio álbum de acelerar esa desaparición es tremendamente injusto". Aunque admite que no es un álbum esencial para Harrison, Thompson considera que "no es peor que gran parte de la producción de la época de [Paul] McCartney" y opina que "Dream Away" y "Circles" "están al lado de cualquier clásico menor de Harrison".
Kit Aiken, de Uncut, describe Gone Troppo como "una especie de regreso a la forma" después de Somewhere in England y una colección de "música amable y desenfadada hecha por un grupo de amigos sin nada que demostrar".  En otra evaluación favorable de 2004, para Rolling Stone, Parke Puterbaugh escribió: "Gone Troppo podría ser el álbum más infravalorado de Harrison... [Capta] a Harrison en su momento más relajado y juguetón en canciones como la que da título al disco".

## Lista de canciones
Todas las canciones compuestas por George Harrison excepto donde se anota.
1. "Wake Up My Love" – 3:37
2. "That's The Way It Goes" – 3:40
3. "I Really Love You" (Leroy Swearingen) – 3:00
4. "Greece" – 4:02
5. "Gone Troppo" – 4:30
6. "Mystical One" – 3:46
7. "Unknown Delight" – 4:20
8. "Baby Don't Run Away" – 4:05
9. "Dream Away" – 4:33
10. "Circles" – 3:47
  - Canción compuesta en 1968 y descartada del Álbum Blanco
11. "Mystical One" (Demo Versión) – 6:02
  - Versión demo incluida en la reedición de 2004

## Listas de éxitos
| País           | Lista             | Lista            | Lista |
|                | Posición más alta | Semanas en lista |       |
| -------------- | ----------------- | ---------------- | ----- |
| Noruega        | 31                | 4                |       |
| Estados Unidos | 108               | 8                |       |

- Datos: Q251612